# Роккавьоне
Роккавьоне (итал. Roccavione) — коммуна в Италии, располагается в регионе Пьемонт, в провинции Кунео.
Население составляет 2860 человек (2008 г.), плотность населения составляет 151 чел./км². Занимает площадь 19 км². Почтовый индекс — 12018. Телефонный код — 0171.
Покровителем коммуны почитается святой Магн из Кунео, празднование в третье воскресение августа.

## Демография
Динамика населения:

## Администрация коммуны
- Официальный сайт: